# S'Estany d'en Mas
L'Estany d'en Mas també anomenada cala Romàntica, és una platja i nucli turístic de la costa de Manacor (Mallorca). La platja és d'arenes fines i aigües cristal·lines. Té una longitud de 90 metres i una amplada de 160. La cala està formada per l'erosió dels torrents des Morts o de la Marina i del de can Llunes, ambdós s'uneixen poc abans de la platja i formaven un petit estany, actualment dessecat. El topònim de Cala Romàntica, aquest topònim, de recent creació, fou inventat pels hotelers com a reclam turístic.
La bocana de la cala té condicions òptimes per a l'ancoratge d'embarcacions, encara que està molt desprotegida davant de vents de llevant. La profunditat assoleix els 15 metres. A prop de la cala també s'hi troba un petit embarcador sols utilitzat per embarcacions d'ús turístic.
La platja té tota mena de serveis i hi ha aparcament gratuït. La facilitat per a l'arribada i l'activitat turística en aquesta costa expliquen la massiva afluència de banyistes.
Nucli: 39° 31′ 6.51″ N, 3° 18′ 6.09″ E / 39.5184750°N,3.3016917°E
Platja: 39° 30′ 59.2″ N, 3° 18′ 35.4″ E / 39.516444°N,3.309833°E